# اتحاد سوئد و نروژ
سوئد و نروژ یا سوئد-نروژ (به سوئدی: Svensk-norska unionen) (به نروژی: Den svensk-norske union) یا به‌طور رسمی پادشاهی متحد سوئد و نروژ یا به‌طور خلاصه پادشاهی متحد، یک اتحاد شخصی بود که بین دو پادشاهی  سوئد و پادشاهی نروژ شکل گرفت. این اتحاد که تحت یک سلطنت مشترک و یک سیاست خارجی مشترک پدید آمد از سال ۱۸۱۴ میلادی تا تجزیه صلح‌آمیزش در ۱۹۰۵ ادامه یافته است.